# Йоганн Адольф Ангальт-Цербстський
Йоганн Адольф Ангальт-Цербстський (нім. Johann Adolf von Anhalt-Zerbst), (нар. 2 грудня 1654 — пом.19 березня 1726) — німецький шляхтич з династії Асканіїв, принц Ангальт-Цербстський, військовик, поет, складач церковних гімнів.

## Життєпис

### Ранні роки
Йоганн Адольф народився 2 грудня 1654 року у Цербсті. Він був третім з синів правлячого князя Ангальт-Цербстського Йоганна VI та його дружини Софії Августи Гольштейн-Готторпської, які вижили. Хлопець мав двох старших братів: Карла Вільгельма та Антона Гюнтера, та молодшого, Йоганна Людвіга, а також сестру, Софію Августу. Після смерті батька у 1667, перебував під опікою матері, ландграфа Гессен-Дармштадтського Людвіга VI та князя Ангальт-Дессау Йоганна Георга II.

### Військова служба
По закінченню Джентльменського тура у 1674, пристав на брауншвейг-люнебурзьку військову службу. Брав участь у зустрічі із французькими військами при Енсісаймі проти частин маршала Анрі де Тюренна. Згодом перебував на голландській, датській та бранденбурзькій службі.
У 1684 Йоганн Адольф став під прапори маркграфа Людвіга Вільгельма Баденського у його турецькій кампанії. Коли ж знову почалася війна з французами, принц брав участь у битві при Валькурі, а при битві Штінкерке, у 1692, очолював авангард герцога Вюртемберзького.

### Внутрішні справи
Ще у 1676 році Йоганн Адольф уклав з братами контракт щодо введення в країні права первородства. Цим він гарантував собі щорічну виплату аліментів.
У 1712 був присутній на коронації імператора Священної Римської імперії Карла VI Габсбурга. Зокрема і з цього приводу був нагороджений орденом Святого Губерта. Після смерті у 1718 році Віктора I Амадея Ангальт-Бернбурзького, мав претензії до ангальтського дому на сеньйорат, які були відхилені надвірною радою після кількох років суперечок у 1722.

### Релігійність
Принц багато часу приділяв подорожам та розгляду теологічних питань. Написав кілька церковних гімнів, що були включені до збірки гімнів Цербсту. В останні роки життя неодружений та бездітний Йоганн Адольф багато жертвував на справи церкви та бідних.
Помер у віці 71 року, 19 березня 1726. Похований у цербстській Bartholomaikirche.